# Jon Morcillo Conesa
Jon Morcillo Conesa (Amorebieta-Etxano, Biscaia, 15 de setembre de 1998) és un futbolista professional basc que juga com a extrem esquerre per l'Albacete Balompié.

## Carrera de club
Fill de pare basc i mare de Cartagena, Múrcia, Morcillo va representar la SD Amorebieta i l'SCD Durango en etapa juvenil. Va fer el seu debut com a sènior amb el primer equip del Durango l'1 de maig de 2016, en una derrota per 2–0 a fora a Tercera Divisió contra el CD Vitòria.
El juny de 2016, Morcillo va ingressar a l'Athletic Club a l'edat de 17 anys, essent inicialment assignat a l'equip de formació també de tercera divisió. Promogut al filial el juny de 2018, va debutar-hi el 25 d'agost d'aquell any, jugant els últims quatre minuts d'una victòria peer 2–0 a casa contra el CD Tudelano.
Morcillo va marcar el seu primer gol per l'equip B el 25 de novembre de 2018, el que obria el marcador en un 1–1 a fora contra el Barakaldo CF. Va emergir com un jugador important per l'equip durant la temporada 2019–20 en la qual va fer deu gols, incloent-ne un des del mig del camp en una victòria per 3–0 contra el Tudelano el 22 de setembre de 2019.
El 8 de maig de 2020, Morcillo va renovar el seu contracte amb els Lleons fins al 2023, sent subsegüentment cridat a fer la pretemporada amb el primer equip. Va fer el seu debut amb el primer equip – i a La Liga – el 12 de setembre, tres dies abans del seu 22è aniversari, per jugar els 90 minuts sencers d'una derrota per 2–0 a fora contra el Granada CF.
L'octubre de 2020, Morcillo fou definitivament promogut al primer equip, i se li va assignar el dorsal número 2.
Va jugar intermitentment al llarg de la seva primera temporada, entrant des de la banqueta contra el Reial Madrid i el FC Barcelona rivals als quals l'Athletic va guanyar per endur-se la Supercopa d'Espanya el gener de 2021, però no va jugar la final de la Copa del Rei 2020 (posposada de la campanya anterior) tres mesos després, i que va acabar en mans de la Reial Societat. Tot i que havia marcat en la tanda de penals dels quarts de final, i havia donat una assistència de gol decisiva a les semifinals de la Copa del Rei 2020-21, Morcillo va ser suplent en la final de 2021 que es va disputar el 17 d'abril, només dues setmanes després de l'edició anterior; no va arribar a entrar al camp i l'Athletic va perdre 4–0 contra el FC Barcelona. Va marcar per primer cop a finals d'aquell mes, el gol inaugural en un empat 2–2 a casa contra el Reial Valladolid. El gener següent va ser cedit a aquest equip, ara jugant a la Segona Divisió, fins al final de la temporada.
El 23 d'agost de 2023, Morcillo va tornar al seu primer club, l'Amorebieta, cedit per a la campanya 2023–24.

## Carrera internacional
Morcillo fa jugat per l'equip del País Basc, fent el seu debut contra Costa Rica el novembre 2020.

## Palmarès
Athletic Club
- Supercopa d'Espanya: 2020–21[20]